# The Fatal Legacy
The Fatal Legacy è un cortometraggio muto del 1913 prodotto dalla Kalem. Il nome del regista non viene riportato nei credit del film.

## Produzione
Il film fu prodotto dalla Kalem Company.

## Distribuzione
Distribuito dalla General Film Company, il film - un cortometraggio in due bobine - uscì nelle sale cinematografiche USA il 10 settembre 1913.